# Česká Lípa
Česká Lípa (Duits: Böhmisch Leipa) is een Tsjechische stad in de regio Liberec, en maakt deel uit van het district Česká Lípa.
Česká Lípa telt 38.830 inwoners.
Česká Lípa was tot 1945 een plaats met een overwegend Duitstalige bevolking. Na de Tweede Wereldoorlog werd de Duitstalige bevolking verdreven.

## Foto's

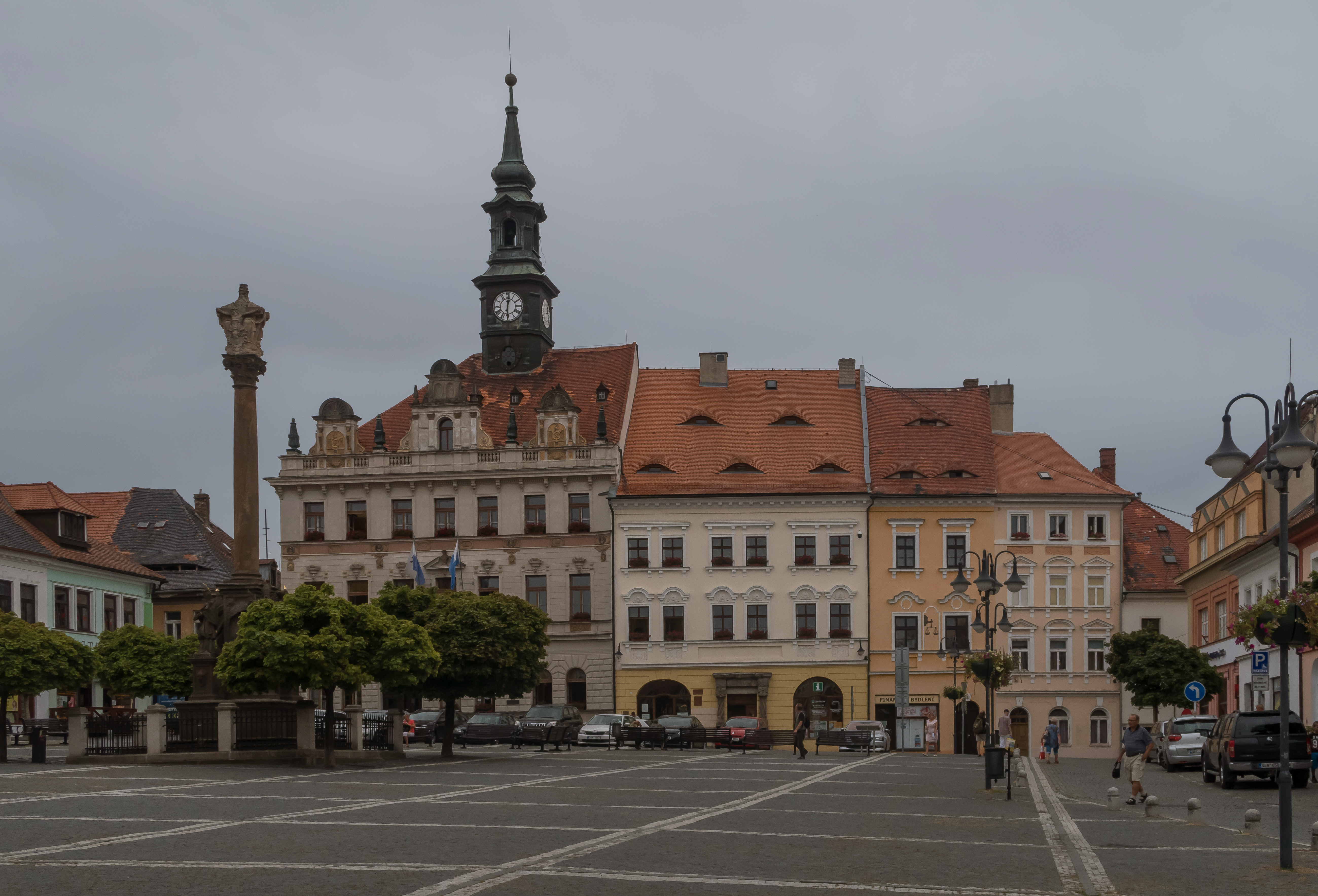
Stadhuis op het Masarykovo Náměstí
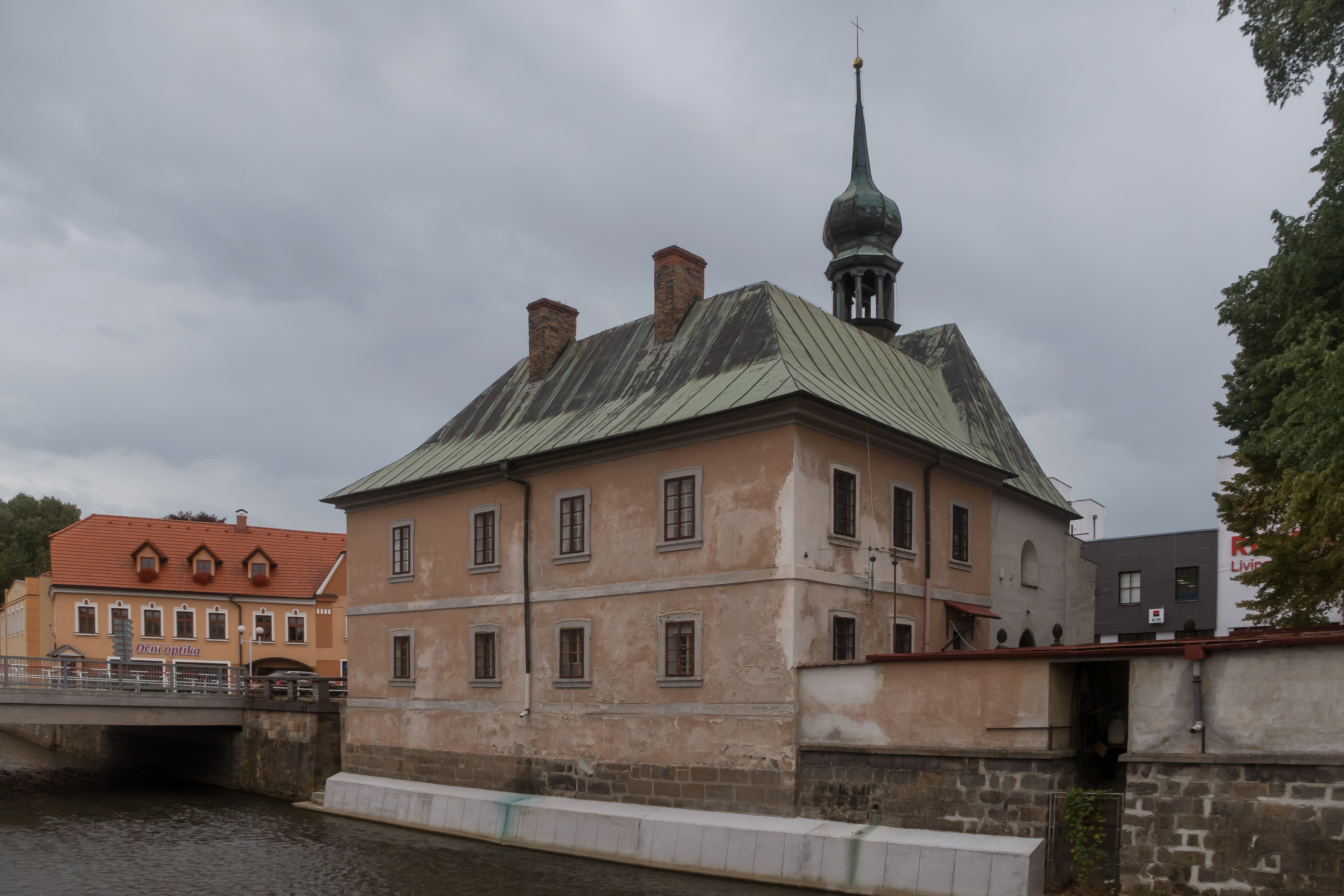
Kerk: kostel svaté Máří Magdaleny
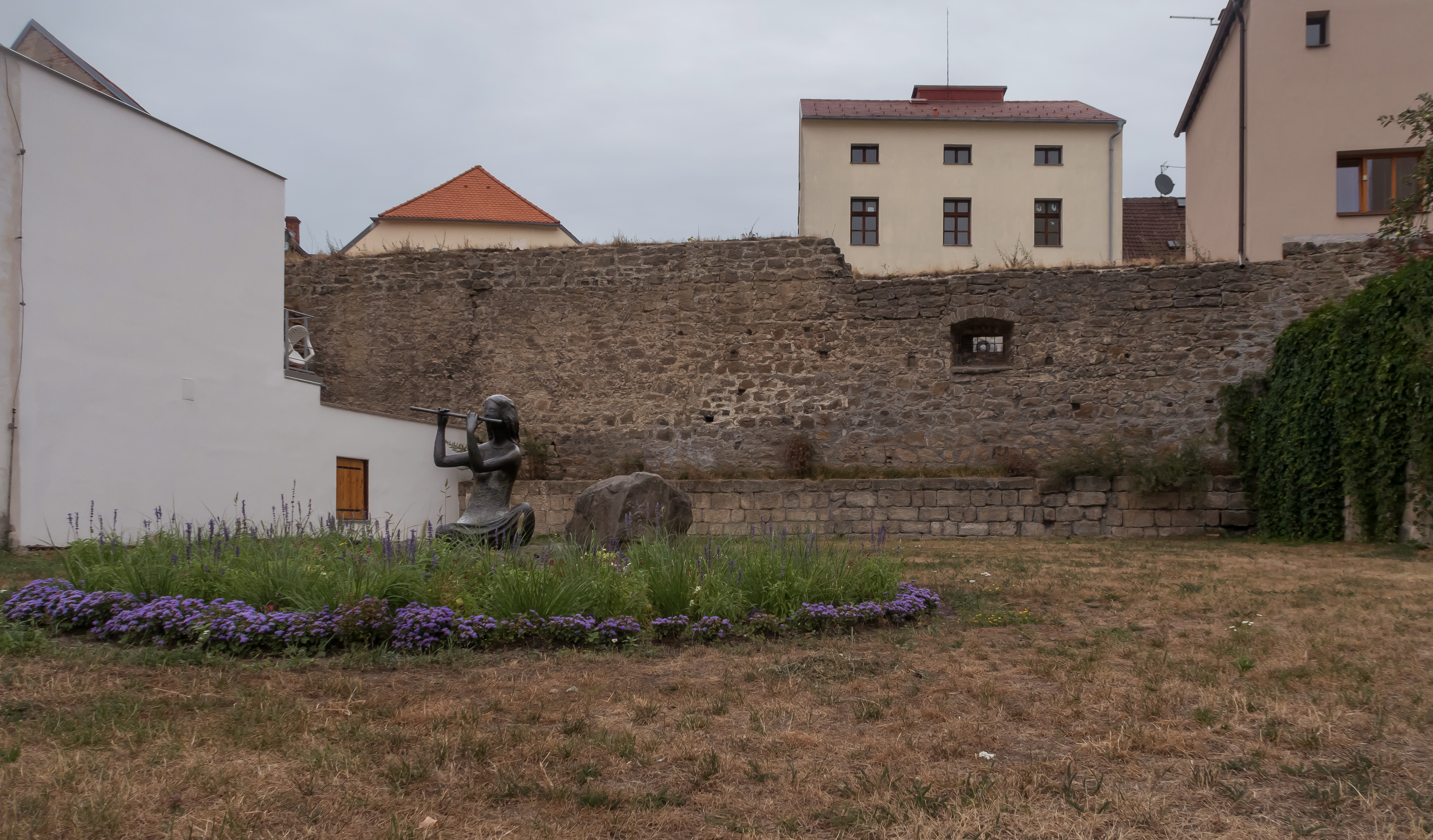
Sculptuur bij de Sokolská

## Wijken
Česká Lípa bestaat uit de volgende wijken (tussen haakjes de oude Duitse benaming):
- Častolovice (Schaßlowitz)
- Dobranov (Dobern)
- Dolní Libchava (Niederliebich)
- Dubice (Kleinaicha)
- Heřmaničky (Hermsdorf)
- Lada (Jägersdorf)
- Manušice (Manisch)
- Okřešice (Aschendorf)
- Písečná (Pießnig)
- Robeč (Robitz)
- Stará Lípa (Altleipa)
- Vítkov (Leskenthal)
- Vlčí Důl (Wolfsthal)
- Žizníkov (Schießnig)

## Partnersteden
- Bardejov (Slowakije)